# Roos Mohamed Rodjan
Roos Mohamed Rodjan, alias Ustaad Roos (1930 - juni 2022), was een Surinaams zanger in Hindoestaanse muziekstijlen.

## Biografie
Roos Rodjan was tijdens zijn jonge jaren heel actief in het genre baithak gana en bleef tot hoge leeftijd zingen. Hij was afkomstig uit Nieuw-Amsterdam in Commewijne.
Hij maakte deel uit van de Bhaitakgana Samaaj Lust & Rust. Ustaad Roos zong in de muziekstijlen baithak gana, bhajan, qawali en sohar, en golden olies uit Bollywood. Tijdens een uitzending van Rapar Radio werd hij onderscheiden met een oorkonde. Hij was goeroe (muziekleraar) van zijn neef Chandew Ramesar.